# Ажен (Крез)
Ажен (фр. Ajain) насеље је и општина у централној Француској у региону Лимузен, у департману Крез која припада префектури Гере.
По подацима из 2011. године у општини је живело 1.096 становника, а густина насељености је износила 33,07 становника/km². Општина се простире на површини од 33,14 km². Налази се на средњој надморској висини од 486 метара (максималној 562 m, а минималној 310 m).

## Демографија
| 1962. | 1968. | 1975. | 1982. | 1990. | 1999. | 2011. |
| ----- | ----- | ----- | ----- | ----- | ----- | ----- |
| 1.036 | 1.082 | 887   | 932   | 982   | 1.034 | 1.096 |

График промене броја становника у току последњих година